# (21573) 1998 RP70
A (21573) 1998 RP70 egy kisbolygó a Naprendszerben. A LINEAR projekt keretében fedezték fel 1998. szeptember 14-én.